# クルミ割り現象

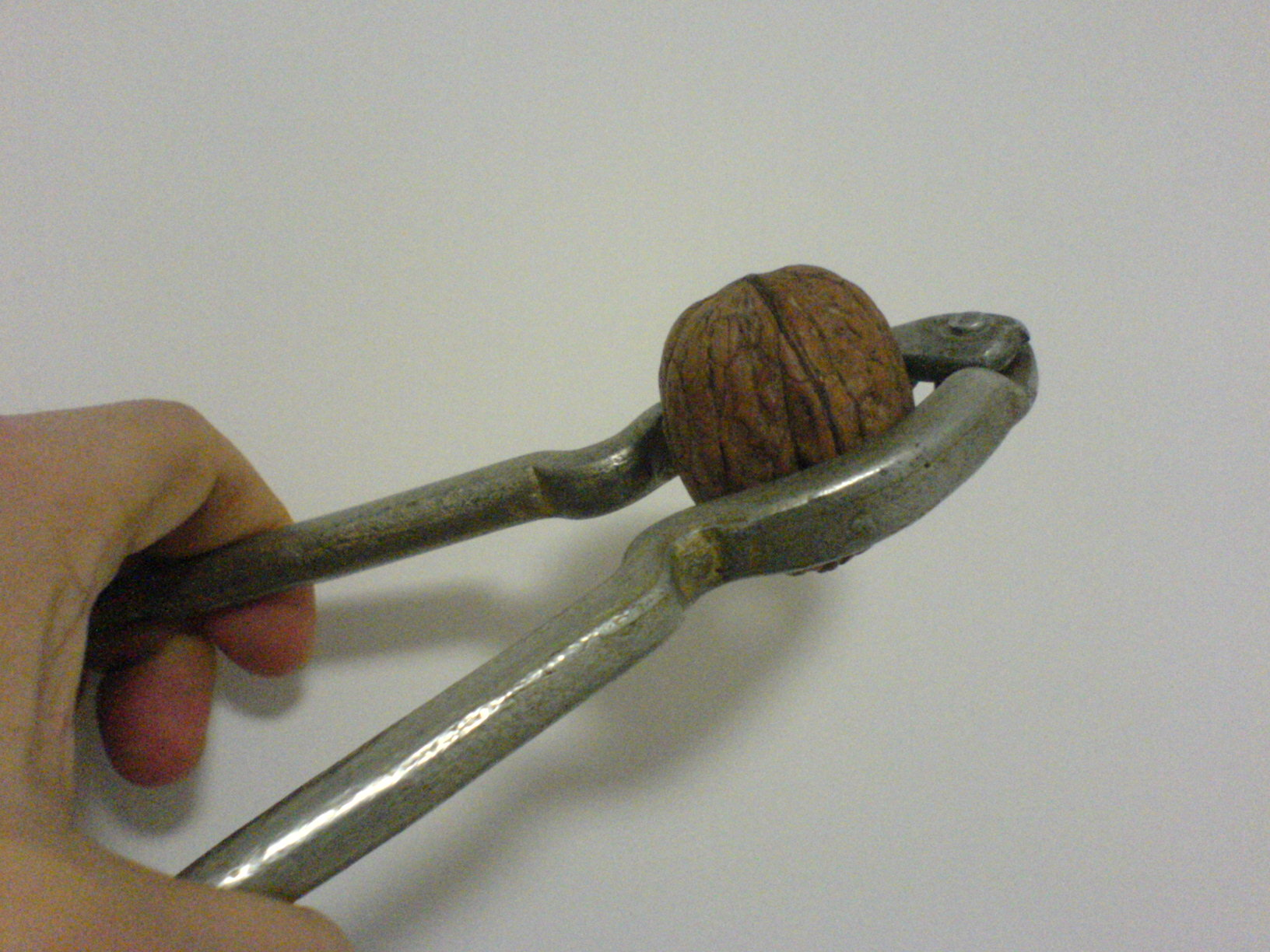
クルミ割り器

クルミ割り現象（くるみわりげんしょう、Nutcracker syndrome、left renal vein hypertension）とは、左腎静脈が下大静脈に合流する途中で腹大動脈と上腸間膜動脈に圧迫される現象のこと。左腎静脈捕捉症候群の別名でナットクラッカー現象、クルミ割り症候群、ナットクラッカー症候群とも呼ばれる。

## 概要
右の腎静脈は下大静脈にすぐに注ぐが、左腎静脈は上腸間膜動脈と腹部大動脈の間を通り、クルミ割り器に挟まったような状態になっている。そのためその部分の静脈の内圧が高まり、尿路上部から肉眼的にピンク色、赤色の血尿が生じることがある。

## 臨床症状
持続的な片側性の肉眼的血尿、片腹部痛、精巣、卵巣静脈瘤があるが、無症候性の肉眼的、顕微鏡的血尿のみを呈することも多く、この場合突発性腎出血と扱われることも多い。一部の症状を除き予後は良好である。